# Nové Sady (okres Žďár nad Sázavou)
Nové Sady (německy Nebstich, do roku 1925 Nebštych) jsou obec v okrese Žďár nad Sázavou v Kraji Vysočina. Žije zde 250 obyvatel.

## Historie
První písemná zmínka o obci pochází z roku 1356.
V letech 1992-2006 byl starosta obce Jan Klíma, 2006–2010 působil jako starosta František Pirochta, od roku 2010 - 2022 tuto funkci vykonával Karel Klíma. 
Od roku 2022 je v obci nová starostka Ing. Čestmíra Řezaninová.
| Rok            | 1869 | 1880 | 1890 | 1900 | 1910 | 1921 | 1930 | 1950 | 1961 | 1970 | 1980 | 1991 | 2001 |
| Počet obyvatel | 194  | 195  | 192  | 211  | 204  | 194  | 216  | 173  | 176  | 160  | 162  | 146  | 188  |

## Pamětihodnosti
- Boží muka u rozcestí do Holubí Zhoře
- Krucifix u silnice do Velké Bíteše
- Smírčí kříž U Borovice na cestě z Nových Sadů do Jestřabí
- Památná lípa v obci
- Zvonice v obci
- Boží muka na cestě Chobůtkama do Velké Bíteše
- Sv. Kříž v Chobůtkách
- Borovice u Korbela

## Doprava
Územím obce prochází dálnice D1, silnice II/602 v úseku Velká Bíteš – Nové Sady – Velké Meziříčí a silnice III/3924 v úseku Nové Sady – Holubí Zhoř.